# Pablo de Tamma
San Pablo de Tamma (Copto: Ⲁⲃⲃⲁ Ⲡⲁⲩⲗⲉ ⲡⲓⲣⲉⲙⲧⲁⲙⲙⲟϩ) (fallecido el 17 de octubre del 415) fue un santo egipcio que vivió en los siglos cuarto y quinto. Es venerado como santo por las Iglesias ortodoxas orientales.

## Vida
Pablo de Tamma vivió como un ermitaño en la montaña de Ansena (actualmente en la Gobernación de Menia, en Egipto). Tuvo un discípulo llamado Ezequiel. Es famoso por haber dedicado su vida a guardar largos ayunos y a la oración. La tradición copta cuenta que solo rompía sus ayunos cuando Jesús se lo decía. Hacia el final de su vida, trabó amistad con San Bishoi, cuando este huyó del Desierto de Nitria huyendo de los ataques de los bereberes y se instaló en la montaña de Ansena.

## Muerte y reliquias
Pablo de Tamma murió el 7 de paopi (17 de octubre de 415). Fue enterrado junto con San Bishoi en el Monasterio de San Bishoi en Deir El Barsha, que todavía hoy se conserva, cerca de Mallawi. El 4 de koiak de 557 (13 de diciembre del 841), el papa José I de Alejandría cumplió el deseo de San Bishoi y trasladó su cuerpo y el de San Pablo de Tamma al Monasterio de San Bishoi en el desierto de Escete. Se cuenta que primero intentó trasladar únicamente el cuerpo de San Bishoi, pero cuando se le embarcó en una nave en el Nilo, esta permaneció inmóvil hasta que trajeron también el cuerpo de San Pablo de Tamma. Actualmente, ambos cuerpos se encuentran en la iglesia principal de la iglesia copta ortodoxa del Monasterio de San Bishoi en el Desierto de Nitria.